# GvA Trofee veldrijden 2007-2008
De Gazet van Antwerpen Trofee Veldrijden 2007-2008 was het 21e seizoen van dit regelmatigheidscriterium in het veldrijden. De wedstrijdserie ging van start op 1 november 2007 in Oudenaarde en eindigde in Oostmalle op 17 februari 2008. 
Winnaar werd opnieuw Sven Nys.

## Kalender
| Datum      | Locatie                                   | Cat. | Eerste       | Tweede        | Derde         |
| ---------- | ----------------------------------------- | ---- | ------------ | ------------- | ------------- |
| 01/11/2007 | Koppenberg - GP Willy Naessens            | C1   | Sven Nys     | Bart Wellens  | Zdeněk Štybar |
| 11/11/2007 | Niel - Jaarmarktcross                     | C2   | Bart Wellens | Lars Boom     | Sven Nys      |
| 17/11/2007 | Hasselt - GP van Hasselt                  | C2   | Sven Nys     | Bart Wellens  | Niels Albert  |
| 15/12/2007 | Essen - GP Rouwmoer                       | C2   | Sven Nys     | Lars Boom     | Zdeněk Štybar |
| 28/12/2007 | Loenhout - Azencross                      | C1   | Lars Boom    | Zdeněk Štybar | Niels Albert  |
| 01/01/2008 | Baal - GP Sven Nys                        | C1   | Sven Nys     | Zdeněk Štybar | Kevin Pauwels |
| 02/02/2008 | Lille - Krawatencross                     | C1   | Niels Albert | Bart Wellens  | Sven Nys      |
| 17/02/2008 | Oostmalle - Internationale Sluitingsprijs | C1   | Niels Albert | Bart Wellens  | Lars Boom     |

## Eindklassement
| Nr. | Veldrijder          | Punten |
| --- | ------------------- | ------ |
| 1.  | Sven Nys            | 264    |
| 2.  | Bart Wellens        | 224    |
| 3.  | Zdeněk Štybar       | 220    |
| 4.  | Lars Boom           | 212    |
| 5.  | Niels Albert        | 207    |
| 6.  | Richard Groenendaal | 196    |
| 7.  | Erwin Vervecken     | 190    |
| 8.  | Bart Aernouts       | 169    |
| 9.  | Thijs Al            | 158    |
| 10. | Sven Vanthourenhout | 154    |

## Uitslagen
| Nr. | Naam                | Tijd    |
| --- | ------------------- | ------- |
| 1   | Sven Nys            | 1:01.18 |
| 2   | Bart Wellens        | + 0.12  |
| 3   | Zdeněk Štybar       | + 0.51  |
| 4   | Richard Groenendaal | + 1.25  |
| 5   | Erwin Vervecken     | + 1.38  |
| 6   | Niels Albert        | + 1.46  |
| 7   | Petr Dlask          | + 1.54  |
| 8   | Klaas Vantornout    | + 2.16  |
| 9   | Bart Aernouts       | + 2.34  |
| 10  | Rob Peeters         | + 3.20  |

| Nr. | Naam                | Tijd     |
| --- | ------------------- | -------- |
| 1   | Bart Wellens        | onbekend |
| 2   | Lars Boom           |          |
| 3   | Sven Nys            |          |
| 4   | Richard Groenendaal |          |
| 5   | Erwin Vervecken     |          |
| 6   | Petr Dlask          |          |
| 7   | Niels Albert        |          |
| 8   | Gerben de Knegt     |          |
| 9   | Bart Aernouts       |          |
| 10  | Wilant van Gils     |          |

| Nr. | Naam                  | Tijd     |
| --- | --------------------- | -------- |
| 1   | Sven Nys              | onbekend |
| 2   | Bart Wellens          |          |
| 3   | Niels Albert          |          |
| 4   | Zdeněk Štybar         |          |
| 5   | Lars Boom             |          |
| 6   | Kevin Pauwels         |          |
| 7   | Dieter Vanthourenhout |          |
| 8   | Klaas Vantornout      |          |
| 9   | Thijs Al              |          |
| 10  | Petr Dlask            |          |

| Nr. | Naam                  | Tijd     |
| --- | --------------------- | -------- |
| 1   | Sven Nys              | onbekend |
| 2   | Lars Boom             |          |
| 3   | Zdeněk Štybar         |          |
| 4   | Bart Wellens          |          |
| 5   | Niels Albert          |          |
| 6   | Richard Groenendaal   |          |
| 7   | Erwin Vervecken       |          |
| 8   | Dieter Vanthourenhout |          |
| 9   | Wilant van Gils       |          |
| 10  | Bart Aernouts         |          |

| Nr. | Naam                | Tijd     |
| --- | ------------------- | -------- |
| 1   | Lars Boom           | onbekend |
| 2   | Zdeněk Štybar       |          |
| 3   | Niels Albert        |          |
| 4   | Sven Nys            |          |
| 5   | Bart Wellens        |          |
| 6   | Richard Groenendaal |          |
| 7   | Wilant van Gils     |          |
| 8   | Thijs Al            |          |
| 9   | Bart Aernouts       |          |
| 10  | Radomir Simunek     |          |

| Nr. | Naam                | Tijd     |
| --- | ------------------- | -------- |
| 1   | Sven Nys            | onbekend |
| 2   | Zdeněk Štybar       |          |
| 3   | Kevin Pauwels       |          |
| 4   | Lars Boom           |          |
| 5   | Bart Aernouts       |          |
| 6   | Richard Groenendaal |          |
| 7   | Erwin Vervecken     |          |
| 8   | Wilant van Gils     |          |
| 9   | Rob Peeters         |          |
| 10  | Thijs Al            |          |

| Nr. | Naam                  | Tijd     |
| --- | --------------------- | -------- |
| 1   | Niels Albert          | onbekend |
| 2   | Bart Wellens          |          |
| 3   | Sven Nys              |          |
| 4   | Sven Vanthourenhout   |          |
| 5   | Zdeněk Štybar         |          |
| 6   | Richard Groenendaal   |          |
| 7   | Erwin Vervecken       |          |
| 8   | Dieter Vanthourenhout |          |
| 9   | Kevin Pauwels         |          |
| 10  | Bart Aernouts         |          |

| Nr. | Naam                | Tijd     |
| --- | ------------------- | -------- |
| 1   | Niels Albert        | onbekend |
| 2   | Bart Wellens        |          |
| 3   | Lars Boom           |          |
| 4   | Sven Nys            |          |
| 5   | Erwin Vervecken     |          |
| 6   | Sven Vanthourenhout |          |
| 7   | Kevin Pauwels       |          |
| 8   | Zdeněk Štybar       |          |
| 9   | Bart Aernouts       |          |
| 10  | Richard Groenendaal |          |

Kampioenschappen:  Wereldkampioenschappen · 
 Europese kampioenschappen · 
 Belgische kampioenschappen · 
 Nederlandse kampioenschappen
Klassementen:  Wereldbeker · 
 Superprestige · 
 GvA Trofee · 
 TOI TOI Cup · 
 Challenge national
1987-1988 · 1988-1989 · 1989-1990 · 1990-1991 · 1991-1992 · 1992-1993 · 1993-1994 · 1994-1995 · 1995-1996 · 1996-1997 · 1997-1998 · 1998-1999 · 1999-2000 · 2000-2001 · 2001-2002 · 2002-2003 · 2003-2004 · 2004-2005 · 2005-2006 · 2006-2007 · 2007-2008 · 2008-2009 · 2009-2010 · 2010-2011 · 2011-2012 · 2012-2013 · 2013-2014 · 2014-2015 · 2015-2016 · 2016-2017 · 2017-2018 · 2018-2019 · 2019-2020 · 2020-2021 · 2021-2022 · 2022-2023 · 2023-2024 · 2024-2025